# Кайгородка
Кайгородка — река в России, протекает в Республике Коми по территории Вуктыльского района. Левый приток реки Печора.

## География
Устье реки находится в 1028 км по левому берегу реки Печора, к северу от деревни Усть-Щугер. Длина реки составляет 17 км, площадь водосборного бассейна 48 км².

## Данные водного реестра
По данным государственного водного реестра России относится к Двинско-Печорскому бассейновому округу, водохозяйственный участок реки — Печора от водомерного поста у посёлка Шердино до впадения реки Уса, речной подбассейн реки — бассейны притоков Печоры до впадения Усы. Речной бассейн реки — Печора.
Код объекта в государственном водном реестре — 03050100212103000062972.